# Tadre Mølle
Tadre Mølle (tidligere Taderød Mølle) er et besøgssted, som fungerer som historisk møllegård og naturcenter. Det er den sidste af de i alt 13 vandmøller, der tidligere fandtes i Elverdamsdalen omkring Aastrup Gods nær Hvalsø og Tølløse. Den indgår som en del af bygningskomplekset Tadre Møllegård, forsynes med vand fra Taderød Bæk, som med et stærkt fald løber ud i Elverdamsåen. Det er samtidig en af de få sjællandske vandmøller, der kan ses i funktion på sin oprindelige plads.
Der har været vandmølle på stedet siden det 14. århundrede. Den nuværende møllebygning og mølleri er opført 1840. Sammen med 12 hektar af omgivelserne er møllen i dag fredet. Møllen og bygningerne fungerer i dag som naturcenter og kulturhistorisk museum med en arbejdende møllegård fra det 19. århundrede. 
Stedet drives af Den Selvejende Institution Tadre Mølle. Der er offentlig adgang, og der er aktivitetscenter og restaurant/café tilknyttet.
Tadre Mølle er et yndet udflugtssted og med naturlejrplads, som især bruges til lejrskole i sommerhalvåret. Derudover afholdes markeder og temadage i samarbejde med Danmarks Naturfredningsforening.

## Film og tv
I DR's TV-serie Livsens Ondskab fra 1972, der var en tv-dramatisering i fem dele af Gustav Wieds to bøger Livsens Ondskab og Knagsted, anvendes Tadre Møllegård som den møllegård, der indgår i serien.
Tadre Mølle benyttes ligeledes brugt til optagelser i DR's julekalender Nissebanden.